# 4683 Veratar
4683 Veratar è un asteroide della fascia principale. Scoperto nel 1976, presenta un'orbita caratterizzata da un semiasse maggiore pari a 3,1125355 UA e da un'eccentricità di 0,1605536, inclinata di 1,22320° rispetto all'eclittica.